# Етники Анагенисис
„Етники Анагенисис“ (на гръцки: Εθνική Αναγέννησις, в превод Национално възраждане) е гръцки вестник, излизал в Сяр, Гърция от 9 февруари 1936 година.
Подзаглавието е Седмичен вестник на националистически начала (Εβδομαδιαία εφημερίς εθνικιστικών αρχών). Редактор е Василис Папантониу, а мениджър – Aтанасиос Кириакопулос. Вестникът излиза в две страници 35 х 50. Печата се в печатница „Елевтерос Политос“. От брой 55 вестникът се печата на четири страници, а собственици стават Папантониу и Кириакопулос, като много бързо собственик остава само Папантониу. Не е известна датата на спиране на вестника. Папантониу умира през януари 1967 година.